# Alexander López
Alexander Agustín López (Tegucigalpa, 5 giugno 1992) è un calciatore honduregno, centrocampista dell'Alajuelense.

## Carriera

### Club
Ha giocato complessivamente 14 partite nella CONCACAF Champions League e 13 partite (con anche 2 gol segnati) nella CONCACAF League.

### Nazionale
Nel 2009 ha preso parte ai Campionati mondiali Under-17, tenutisi in Nigeria dal 24 ottobre al 15 novembre dello stesso anno.
In seguito gioca diverse partite con l'Under-20, esordendo anche in Nazionale maggiore, con la cui maglia gioca 3 partite senza mai segnare.
Il 26 luglio 2012 esordisce ai Giochi Olimpici di Londra nella partita pareggiata per 2-2 contro il Marocco.

## Palmarès

### Club

#### Competizioni nazionali
- Campionato honduregno: 5

CD Olimpia: 2009-2010, 2010-2011, 2011-2012, 2012-2013, Clausura 2016
- Campionato costaricano: 1

Alajuelense: Apertura 2020

#### Competizioni internazionali
- CONCACAF League: 2

CD Olimpia: 2017
Alajuelense: 2020
- CONCACAF Central American Cup: 1

Alajuelense: 2023